# Ferdinand Hrabovský
Ferdinand Hrabovský [ferdynand hrabouský] (18. listopadu 1934 Vištuk – červen 2007 v Pezinku) byl slovenský fotbalový obránce.

## Hráčská kariéra
V československé lize hrál za Sláviu VŠ Bratislava, aniž by skóroval.

### Prvoligová bilance
| Ročník         | Zápasy | Góly | Minuty | Klub                     |
| -------------- | ------ | ---- | ------ | ------------------------ |
| I. liga 1953   | 1      | 0    | –      | DŠO Slávia VŠ Bratislava |
| CELKEM I. LIGA | 1      | 0    | –      |                          |